# 금오대
금오대(金吾臺)는 고려 전기 시정을 논하고 풍속을 교정하며, 백관의 규찰과 탄핵을 맡아보던 관서이다.

## 개요
1014년 11월 어사대가 금오대로 개편되었으나, 이듬해 1015년 3월 김훈 등 무신 19인의 처형으로 혁파되어 사헌대라는 이름으로 재개편된다.

## 같이 보기
- 사헌대